# Васил Мръчков
Васил Желязков Мръчков е български юрист и политик, главен прокурор в периода 1987 – 1989 г. Васил Мръчков е преподавател по трудово право в Пловдивския университет.

## Биография
Васил Мръчков е роден на 24 юни 1934 г. в село Бръшлян.
През 1957 завършва право в Софийския университет „Климент Охридски“, през 1963 защитава кандидатска дисертация на тема „Уволнение по безвиновни основания“. През следващите години работи в Института за правни науки на Българската академия на науките, през 1973 – 1979 е на работа в Международното бюро на труда в Женева.
След завръщането си в България преподава трудово право в Софийския университет, известно време е директор на Института за правни науки. През 1985 защитава докторска дисертация на тема „Контрол за спазване на трудовото законодателство и отговорност за неговото нарушаване“.
От 18 август 1987 до 14 декември 1989 е главен прокурор по време на възродителния процес.
През 1988 става член на Централния комитет на Българската комунистическа партия. Той е и заместник-председател на Държавния съвет от 18 декември 1989 до разпускането му на 10 април 1990. Автор е на мащабни публикации в областта на международното и вътрешното трудово право, осигурителното право. Води лекции по Трудово, Международно трудово и Осигурително право в Пловдивския университет (вж. Юридически факултет (Пловдивски университет))
С решения № 65/27 май 2009 и № 2 – 337/9 април 2014 г. Комисията по досиетата установява и обявява, че от 29 април 1973 г. Мръчков е сътрудничил на Държавна сигурност (ДС) в качеството на секретен сътрудник на Първо главно управление на ДС с псевдоним „Юриста“ и е снет от действащия оперативен отчет през 1980 г.

## Критики и противоречия

### Скандал с награждаването с орден Стара планина
През 2004 г. Васил Мръчков е предложен от председателя на Народното събрание Огнян Герджиков за награждаване с орден Стара планина и е награден от президента Георги Първанов. Това предизвиква недоволството на опозиционните партии и Движението за права и свободи (ДПС), които смятат Мръчков за отговорен за възродителен процес. Лидерът на ДПС Ахмед Доган дори обявява, че ще върне своя орден Стара планина в знак на протест. Депутати от партията Демократи за силна България искат оставката на Огнян Герджиков.
В резултат на обществения скандал, Георги Първанов изменя собствения си указ и награждава Васил Мръчков с орден Кирил и Методий.